# 오스피탈 데 푸엔라브라다역
오스피탈 데 푸엔라브라다 역(스페인어: Hospital de Fuenlabrada)은 마드리드 지하철 12호선의 역이다. 마드리드 지방 푸엔라브라다 시의 푸엔라브라다 병원과 레이 후안 카를로스 대학교 푸엔라브라다 캠퍼스 부근에 위치해 있다. 요금구역상으로는 B2구역에 속한다.

## 역사
2003년 4월 11일 12호선 전 구간 개통과 함께 문을 열었다.

## 환승 정보
역 주변에 시외버스 정류장이 두 곳 있다.
버스
- 푸엔라브라다 시내버스
  - 1, 2, 3, 4번 노선 (주간)
  - 5번 노선 (야간)
- 시외버스
  - 496번 노선 (주간)

지하철
| 마드리드 지하철               | 마드리드 지하철        | 마드리드 지하철        |
| ----------------------------- | ---------------------- | ---------------------- |
| 오스피탈 데 모스톨레스 순환선 | 마드리드 지하철 12호선 | 파르케 에우로파 순환선 |